# Пелинов тетрев
Пелиновият тетрев (Centrocercus urophasianus) е вид птица от семейство Phasianidae. Видът е почти застрашен от изчезване.

## Разпространение
Видът е разпространен в Северна Америка.